# بنسن جانکشن (فلوریدا)
بنسن جانکشن (به انگلیسی: Benson Junction) یک منطقهٔ مسکونی در ایالات متحده آمریکا است که در شهرستان ولوسیا، فلوریدا واقع شده‌است. بنسن جانکشن ۸ متر بالاتر از سطح دریا واقع شده‌است.